# Isidoro de Tapia

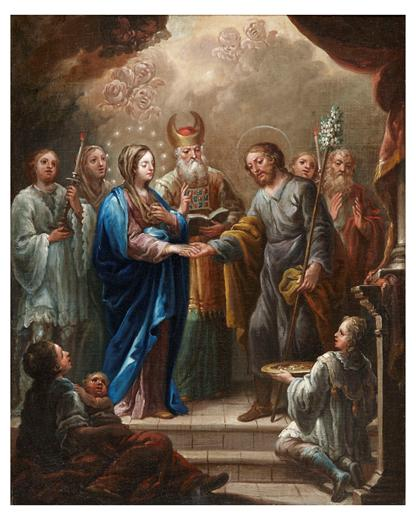
Desposorios, óleo sobre lienzo, 52,2 x 41 cm, colección privada.

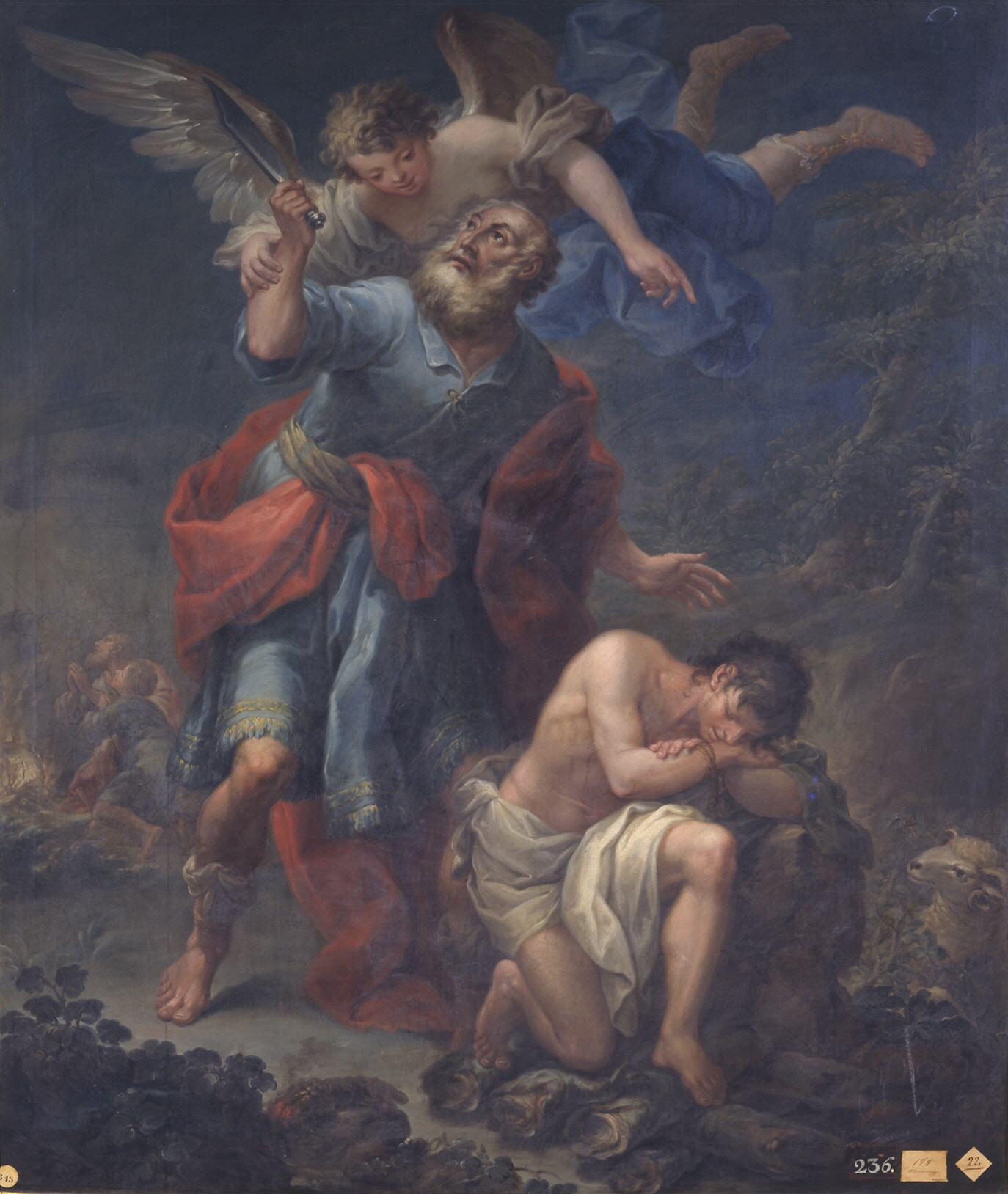
Sacrificio de Isaac (1755). O/L 152 x 126 cm. Colecc. Real Academia de Bellas Artes de San Fernando, Madrid.

Isidoro de Tapia (Valencia, 1712-Madrid, 1778) fue un pintor rococó español.
Formado según Ceán Bermúdez con Evaristo Muñoz, en 1743 se trasladó a Madrid donde en 1755 fue nombrado miembro de mérito de la Real Academia de Bellas Artes de San Fernando, para la que pintó el Sacrifio de Abraham.
Profesor de dibujo en la Academia hasta su muerte, Ceán lo alabó por el colorido y viveza de sus pinturas.